# Falcata

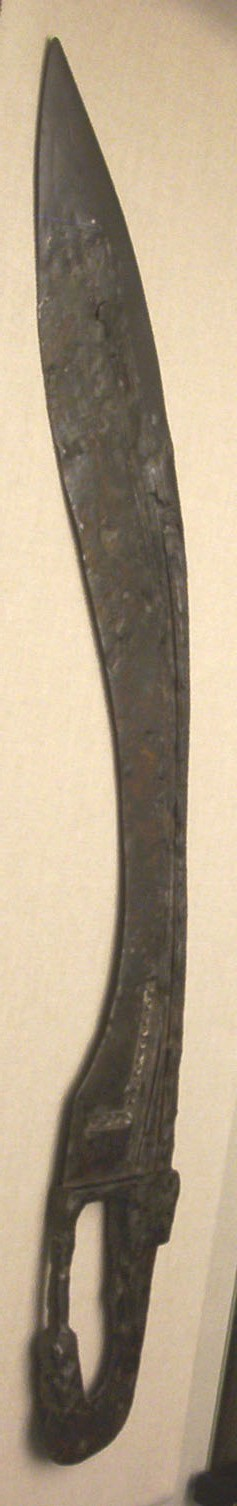
ibér falcata a Kr. e. 4. századból, (M.A.N., Madrid)

A falcata kardtípus, amely a római hódítás előtti Hispániára volt jellemző. Hasonlított a görög kópiszra és a nepáli kukrira.
Egyélű penge volt, amely a hegye felé görbült. A penge a kard alsó részén konkáv, felső részen konvex volt. Ez olyan súlyeloszlást eredményezett, hogy a karddal egy fejsze lendületével lehetett lecsapni, de az éle egy kardé volt. A markolat tipikusan horog alakú volt, a vége pedig madarat, vagy lovat formázott. A markolat végét néha vékony lánc kötötte össze a felső részével. A fegyver általában egyélű volt, de találtak kétélű falcatákat is.

## Fordítás
Ez a szócikk részben vagy egészben  a   Falcata című angol Wikipédia-szócikk fordításán alapul.  Az eredeti cikk szerkesztőit annak laptörténete sorolja fel. Ez a jelzés csupán a megfogalmazás eredetét és a szerzői jogokat jelzi, nem szolgál a cikkben szereplő információk forrásmegjelöléseként.